# Pujato Norte
Pujato Norte é uma comuna da província de Santa Fé, na Argentina.

## Localização
Está localizado na Rota Provincial No. 6, km 63, 8 km ao sul da cidade de Esperanza e 10 km ao norte da cidade de Franck. Com relação a cidade de Santa Fe está localizada a uma distância de 40 km.

## População e demografia
149 habitantes (INDEC, 2010)

## História
Em 28 de junho de 1940, foi sancionada a Lei Provincial nº 2.904, que criou a comuna de Pujato Norte.

## Padroeiro
- San isidro labrador. Sua festa é celebrada em 15 de maio